# 里奧廷托 (內華達州)
里奧廷托（英語：Rio Tinto）是位於美國內華達州埃爾科縣的鬼鎮。

## 歷史
里奧廷托的郵局於1936年設立，其後於1948年停運。

## 地理
里奧廷托所處的海拔為高於海平面1844米（即6050英呎），而該地所採用的時區為UTC-8，即太平洋时区（PST）。同時該地設有夏令時間，為UTC-8調快一小時，即UTC-7（PDT）。